# Zimske olimpijske igre 1932
Zimske olimpijske igre 1932 (uradno III. zimske olimpijske igre) so bile zimske olimpijske igre, ki so potekale leta 1932 v Lake Placidu (New York, ZDA).